# Oprah Winfrey
Oprah Winfrey (anglès: Oprah Gail Winfrey)  (Kosciusko, 29 de gener de 1954), de nom complet Oprah Gail Winfrey, és una presentadora de televisió, actriu, empresària, productora i crítica literària estatunidenca.

## Biografia

### Infància i joventut
Després d'haver viscut una infantesa gens fàcil, Oprah té el gran mèrit d'haver sabut sobreposar-se als seus problemes i d'haver-se convertit, amb el temps, en la comunicadora tan influent que és des de fa anys.
Oprah va néixer el 29 de gener del 1954 a la localitat de Kosciusko, Mississipi, en una família conflictiva. Filla de mare soltera adolescent, la seva àvia la va cuidar fins que va complir els sis anys, quan va anar a viure amb la seva mare. En aquell moment es va iniciar la pitjor època de la seva vida. Va patir abusos físics i psicològics que van convertir el seu dia a dia en un complet caos. Entre d'altres, va ser violada pel seu cosí adolescent a partir dels nou anys. La seva situació era tan dolenta que als tretze anys va decidir escapar-se de casa. Així, va pensar, quan la detinguessin la portarien a casa del seu pare, a Nashville, Tennessee, tal com va passar.
Als dinou anys, va començar a fer les primeres incursions al món de la comunicació, treballant com a reportera en una emissora de ràdio de Nashville, i posteriorment va entrar a la Universitat de Tennessee, on, a més a més, va guanyar diversos concursos de bellesa.

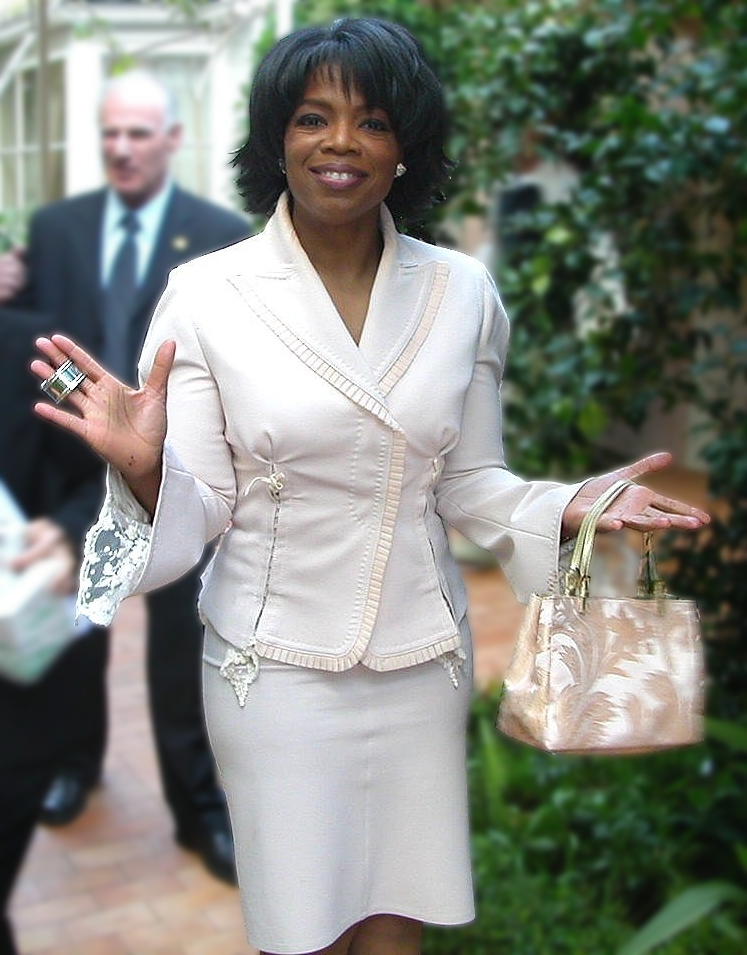
Oprah en la celebració del seu 50è aniversari.

### Televisió
Als vint-i-dos anys, Winfrey es va traslladar a Baltimore per presentar el programa de televisió People Are Talking. La seva primera aventura a la pantalla petita li va durar vuit anys, en bona part gràcies a la seva especial habilitat davant de la càmera.
Quan va fer trenta anys, Winfrey va fer un altre pas endavant en la seva carrera professional. La WSL-TV de Chicago la contracta per presentar el seu propi programa al matí, A.M. Chicago. En pocs mesos, aconsegueix col·locar el seu programa d'entrevistes en el primer lloc de les audiències. L'autèntica raó de l'èxit d'aquest programa era la seva presentadora, i això es veu reconegut el setembre de 1986, quan A.M. Chicago es converteix en The Oprah Winfrey Show.
El programa va tenir un èxit creixent: el 1986 The Oprah Winfrey Show, des d'aleshores vist a tot el país, ja és el programa d'entrevistes número 1 de les televisions nord-americanes, i vint anys després continuava ostentant la seva posició mediàtica privilegiada. Gairebé trenta milions d'espectadors seguien les seves emissions, només als Estats Units. Els premis, entre ells l'Emmy al millor programa d'entrevistes, recolzaren la seva trajectòria. La figura d'Oprah i el rècord de permanència del programa li atorgaven un gran prestigi, tant que els personatges més famosos del món passaven sense dubtar pel seu escenari.
Oprah Winfrey va crear el seu propi canal de televisió, OPN, a principis de l'any 2011.
El 25 de maig de 2011 s'acomiadà definitivament del seu reeixit programa a la cadena ABC, després de vint-i-cinc anys en antena i més de 4.500 programes emesos, havent arribat a aconseguir una audiència de fins a 62 milions de teleespectadors. Possiblement, Oprah volia dedicar-se de ple al seu propi canal, tot i que ningú no sabia quin paper hi voldria jugar.

### Cinema
Oprah Winfrey va debutar al cinema interpretant el paper de Sofia, a la pel·lícula El color púrpura (1985), de Steven Spielberg, basada en la novel·la d'Alice Walker, amb el qual va aconseguir el Globus d'Or i una nominació a l'Oscar com a millor actriu de repartiment.
El 1998, va produir i protagonitzar el film Beloved, basat en la novel·la homònima de la guanyadora del Premi Nobel de Literatura, Toni Morrison, també, com l'anterior, sobre el tema de l'esclavitud.
També ha aparegut a Throw Momma from the Train (1987) i ha posat veu a Charlotte's Web (2006), Bee Movie (2007), The Princess and the Frog (2009) i El majordom (2013).
Entre altres pel·lícules produïdes per ella es troba The Great Debaters, protagonitzada per Denzel Washington i Forest Whitaker, on es tracta una part de la història dels afroamericans dels Estats Units.

### Altres projectes

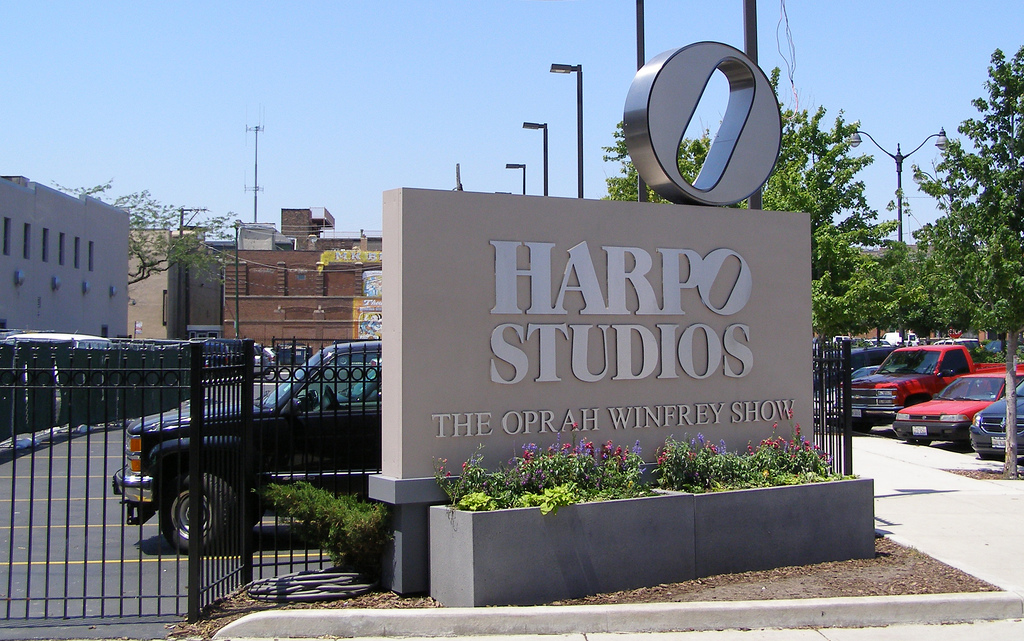
L'entrada de la productora Harpo, a Chicago.

Però Oprah Winfrey no és només una popular presentadora de televisió. El seu enorme èxit en aquest mitjà li ha servit per dur a terme moltes altres activitats. Posseeix una productora, Harpo Entertainment Group (noteu que "Harpo" és l'anagrama d'"Oprah" a l'inrevés), és cofundadora d'Oxygen Media, ha escrit llibres, dirigeix la seva pròpia pàgina web, i fins i tot és l'editora de The Oprah Magazine, una revista que segueix la línia del seu programa d'entrevistes.
El 2010 semblava tenir el projecte de deixar la televisió per centrar-se en la seva faceta de productora cinematogràfica.

### Activisme social i polític

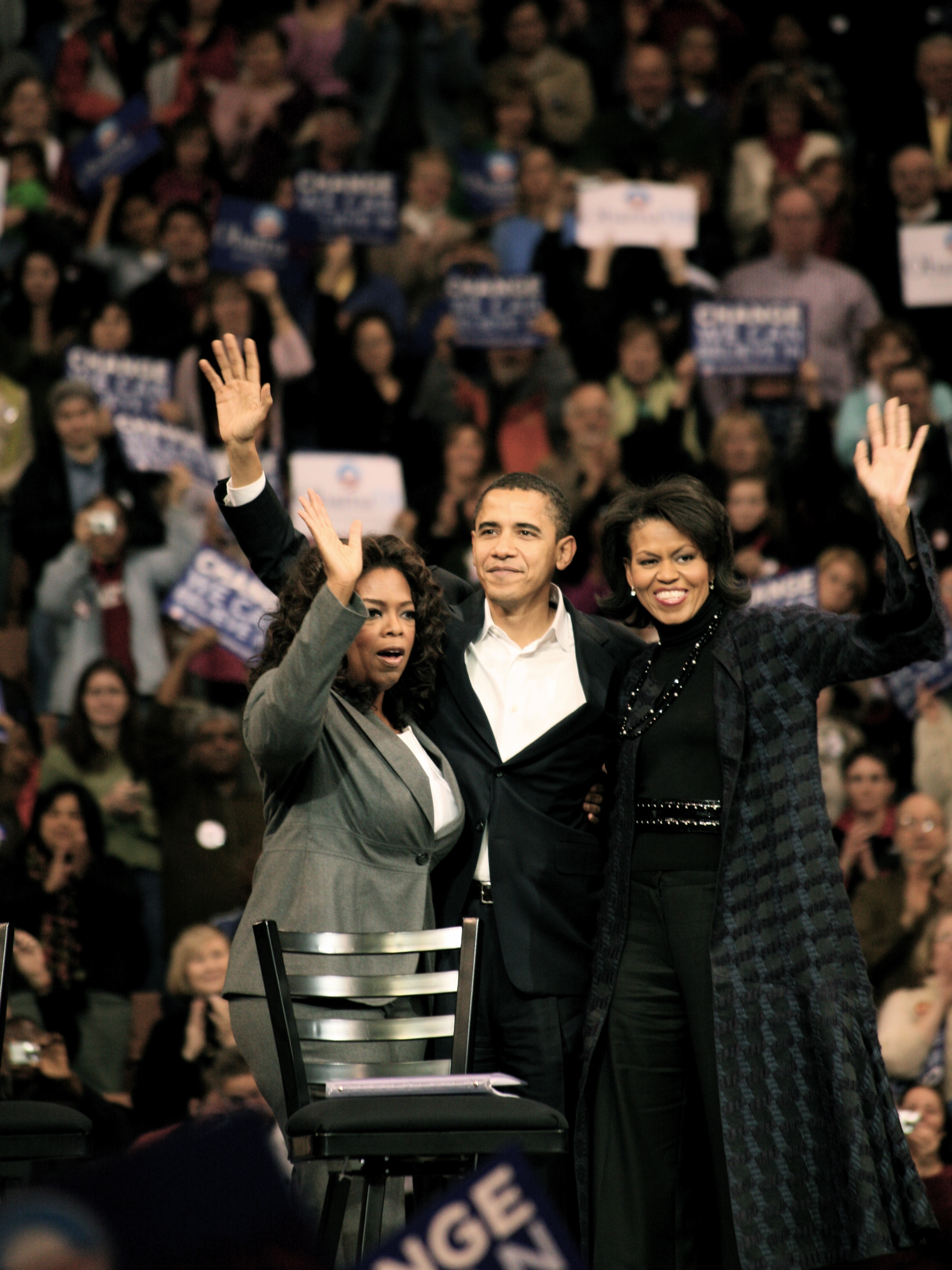
Oprah Winfrey amb el matrimoni Obama en campanya (10 de desembre del 2007).

Oprah ha donat diners per ajudar la gent desafavorida, inclosa la infància d'Àfrica, i en el seu programa ha donat veu, per exemple, a les persones homosexuals, i ha parlat contra el maltractament dels gossos i altres animals en granges industrials.
Oprah Winfrey va donar suport a l'elecció del president Barack Obama.

## Reconeixements rebuts
Oprah Winfrey ha estat diverses vegades guanyadora del Premi Emmy pel seu xou The Oprah Winfrey Show, el programa d'entrevistes més vist en la història de la televisió. A més, és una influent crítica literària, actriu nominada al Premi Oscar, i editora de la seva pròpia revista. Segons la revista Forbes, és o ha estat la persona afroamericana més rica del segle XX i l'única d'origen negre en posseir, al món, més de mil milions de dòlars durant tres anys consecutius. També ha estat considerada la dona més poderosa de l'any 2005, segons Forbes.
La revista Life l'ha classificat com la dona més influent de la seva generació i la revista Time l'ha nomenat una de les quatre persones que han donat forma al segle xx i l'inici del segle xxi. En el 2005, la revista Business Week la va classificar com la més gran filantrop d'origen negre en la història dels Estats Units. La revista Forbes la va reconèixer en la Llista de les 100 dones més poderoses del món des que es va començar a fer la llista el 2004. Oprah és una de les persones més populars i admirades pels nord-americans.

## Premis

### Oscar
| Any  | Categoria                      | Pel·lícula       | Resultat   | Ref.   |
| ---- | ------------------------------ | ---------------- | ---------- | ------ |
| 1985 | Millor actriu secundària       | El color púrpura | Nominada   | [ 15 ] |
| 2011 | Premi Humanitari Jean Hersholt | —                | Guanyadora | [ 16 ] |
| 2014 | Millor pel·lícula              | Selma            | Nominada   | [ 17 ] |

### Globus d'Or
| Any  | Categoria                | Pel·lícula       | Resultat   | Ref.   |
| ---- | ------------------------ | ---------------- | ---------- | ------ |
| 1986 | Millor actriu secundària | El color púrpura | Nominada   | [ 18 ] |
| 2018 | Premi Cecil B. DeMille   | —                | Guanyadora | [ 19 ] |

### Tony
| Any  | Categoria                   | Pel·lícula       | Resultat   | Ref.   |
| ---- | --------------------------- | ---------------- | ---------- | ------ |
| 2006 | Millor musical              | The Color Purple | Nominada   | [ 20 ] |
| 2016 | Millor reestrena de musical | The Color Purple | Guanyadora | [ 21 ] |